# Rating

Rating degli stati europei secondo Standard & Poor's (aggiornato a giugno 2016)

Il rating (letteralmente "classificazione") è un metodo utilizzato per valutare sia i titoli obbligazionari (bond credit rating o corporate credit rating se sono bond emessi da aziende), sia le imprese stesse (vedi anche modelli di Internal rating based secondo Basilea 2) in base al loro rischio finanziario e Rischio di credito (detto anche "rischio di insolvenza"). Le valutazioni del rating sono emesse ad opera delle cosiddette agenzie di rating, ognuna con il suo sistema di rating/classificazione (il grado più basso indica le aziende o stati quasi sicuramente insolventi o i junk-bond).
In questo caso si definiscono rating di merito creditizio da non confondersi ai rating etici che invece misurano la qualità della governance, della CSR, o in generale della sostenibilità sociale e ambientale di un'emittente.

## Storia del rating
| AAA | AA | A | BBB | BB | B | CCC | CC/D |

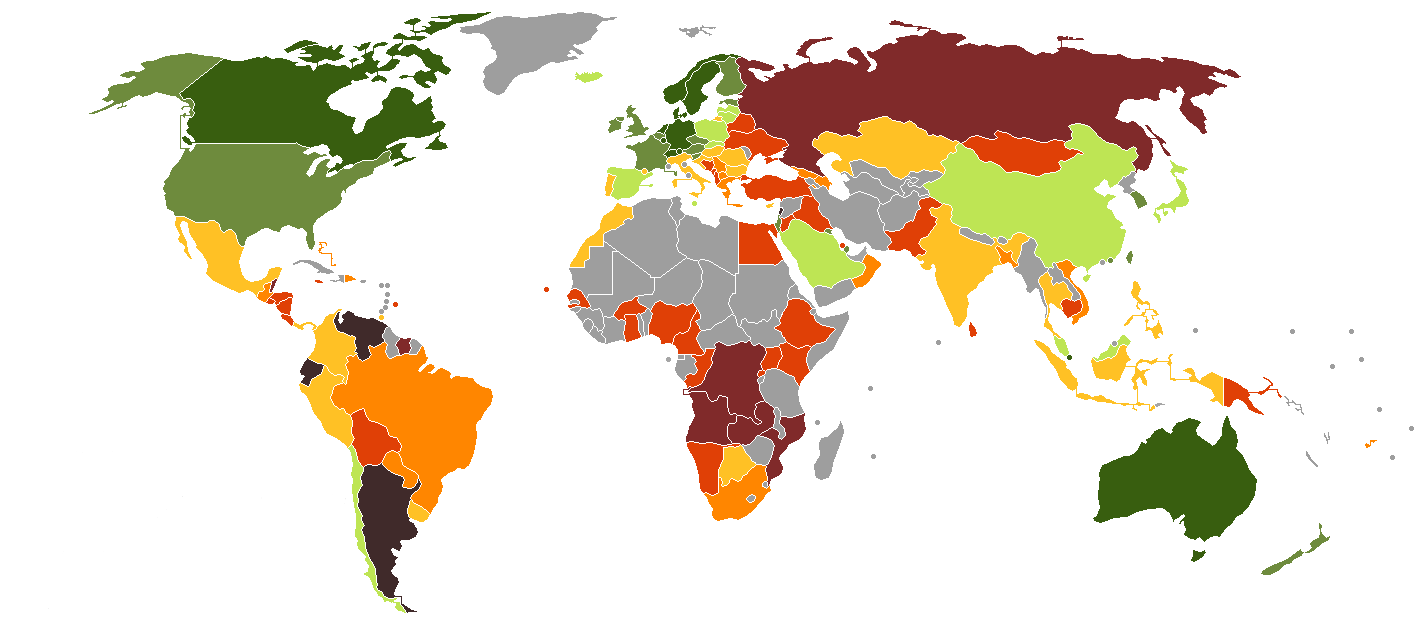
Rating degli Stati del mondo compresi tra AAA e B secondo Standard & Poor's (aggiornato a giugno 2018)

Si può far risalire l'origine del rating con il documento History of Railroads and Canals in the United States (Storia finanziaria delle ferrovie e dei canali degli Stati Uniti), pubblicato da Henry Varnum Poor. Durante la sua vita Poor si batté affinché le aziende fossero obbligate a rendere pubblici i propri bilanci, in particolare ai possibili investitori. Riuscì a cogliere questa possibilità il figlio Henry William, che, insieme a Luther Lee Blake, un analista finanziario, creò indici finanziari chiari e trasparenti, fino alla fondazione dell'agenzia di rating Standard & Poor's.
Una storia simile riguarda un giornalista economico, John Moody, interessato alla trasparenza finanziaria delle aziende, causa secondo lui di un mini-crash finanziario del 1909. Già nel 1900 pubblicò il Manual of industrial securities e successivamente nel 1909 fondò Moody's.
Ad oggi Standard & Poor's, Moody's e Fitch sono le tre maggiori agenzie di rating al mondo, a cui si sono affiancate negli ultimi anni la canadese DBRS e la cinese Dagong.

## Descrizione

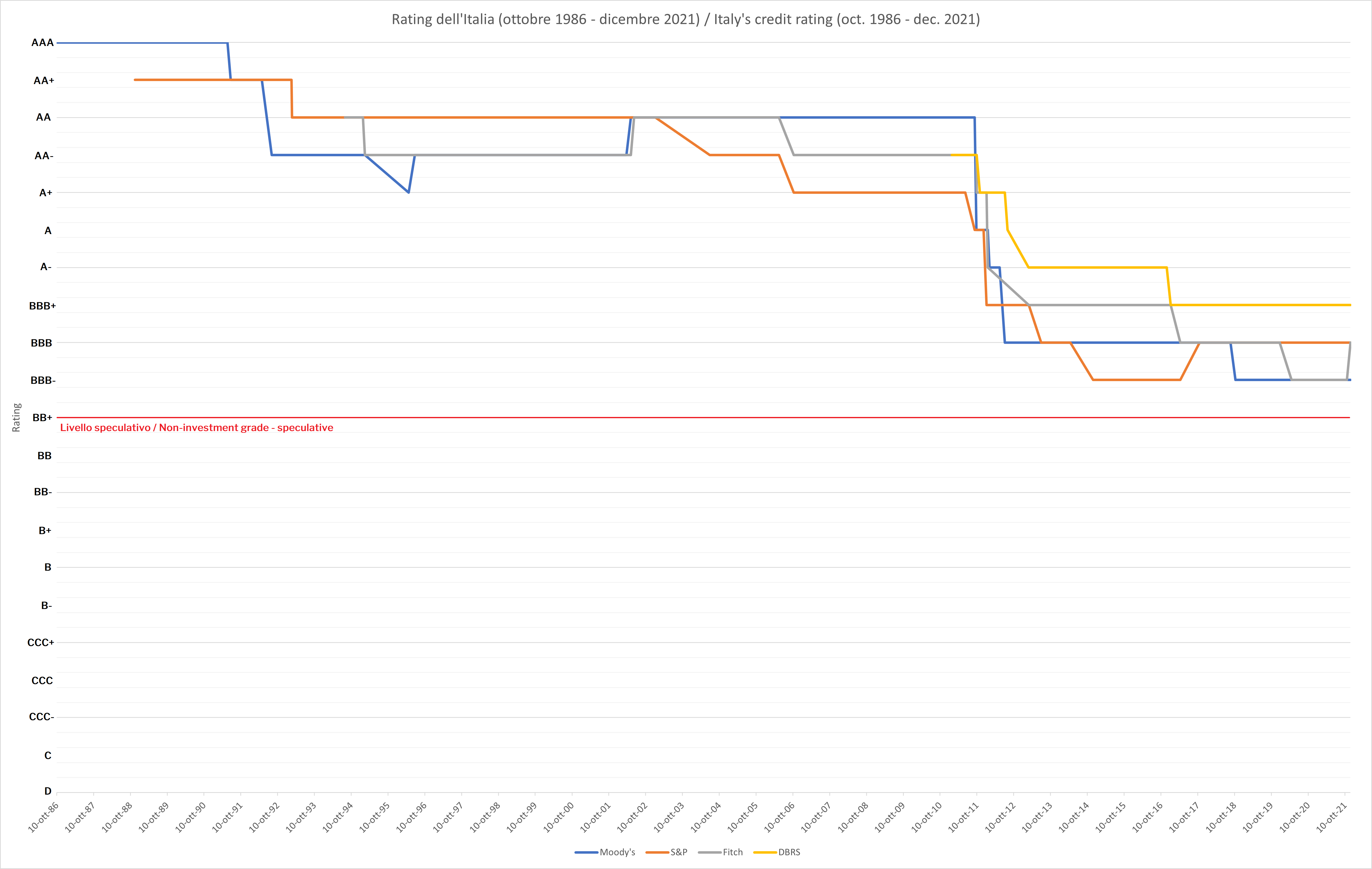
Storia del rating del debito sovrano italiano (1986 - 2021): è particolarmente evidente la crisi del rating che interessò l'Italia tra la fine del 2011 e il 2012.

Viene espresso attraverso un voto in lettere (vedi sezione sotto), in base al quale il mercato stabilisce un premio per il rischio da richiedere all'azienda per accettare quel determinato investimento. Scendendo nel rating aumenta il premio per il rischio richiesto e quindi l'emittente deve pagare uno spread maggiore rispetto al tasso risk-free.
I rating sono periodicamente pubblicati da agenzie specializzate, principalmente Standard & Poor's, Moody's e Fitch Ratings, partecipate a loro volta da grandi multinazionali.
Una prima tipologia di potenziale conflitto di interesse riguarda i soggetti che pubblicano i rating e nel contempo svolgono attività di banca di investimenti. Il rating potrebbe essere strumentalizzato nell'interesse della banca ovvero dei clienti per attività speculative in Borsa, o per l'acquisizione di asset a prezzi di realizzo.
Un declassamento del rating di aziende o soggetti pubblici particolarmente indebitati, ha la conseguenza a breve termine di provocare un rialzo degli interessi applicati ai prestiti in corso, e quindi un aumento degli oneri finanziari. Il debitore potrebbe cedere beni immobili e mobili di sua proprietà a prezzi di realizzo, per evitare un peggioramento del rating.
Non raramente, la maggior fonte di finanziamento dei costosi studi che portano a valutare il rating, non sono le agenzie di stampa e la comunità finanziaria, ma le stesse società emittenti oggetto dell'indagine e singoli investitori con molta liquidità. In questi casi, è evidente un conflitto d'interessi.
Infatti, per avere un rating, una società, una banca o uno Stato devono rivolgere una richiesta esplicita a una delle agenzie di rating. Il servizio è a pagamento. Ottenuto l'incarico, l'agenzia inizia l'analisi della società, della banca o dello Stato. L'analista incaricato attinge da informazioni pubbliche (ad esempio, i bilanci), studia i fondamentali economici e finanziari e incontra i manager per raccogliere tutte le informazioni necessarie. Solo dopo questa analisi è possibile esprimere un voto sull'affidabilità creditizia della società che ha richiesto il rating.
Terminato il lavoro dell'analista, entra in azione un comitato. Sarà, infatti, un organo collegiale - e non un singolo analista - a valutare tutto il materiale raccolto e a esprimere un giudizio sotto forma di rating. In seguito, il rating viene votato a maggioranza dal comitato, formato da esperti del settore in cui opera la società che si sta valutando.
Dopo la votazione del rating, questo viene comunicato alla società, banca o Stato richiedente, che può appellarsi, fornendo informazioni aggiuntive e chiedendo di avere un'ulteriore analisi. Il comitato può, se lo ritiene necessario, riunirsi e deliberare di nuovo sul rating alla luce delle informazioni aggiuntive, decidendo di cambiare il voto o di mantenere quello deciso in precedenza.
Una volta notificato il rating alla società che ha voluto farsi valutare, si passa alla pubblicazione. La società può chiedere che il rating non venga pubblicato: in tal caso resterà riservato e non di pubblico dominio. In caso di pubblicazione, invece, il rating diventa noto al mercato. Da questo momento in poi l'agenzia di valutazione tiene sotto monitoraggio il rating, per valutare eventuali promozioni o declassamenti.
Questo meccanismo espone al rischio di aggiotaggio e insider trading, ovvero all'omissione di comunicazione al mercato di informazioni in grado di abbassare il prezzo del titolo, che correttamente per la teoria economica deve incorporare nel prezzo tutte le informazioni disponibili in un dato istante (fonte Marianello M. -Cartolarizzazione e responsabilità della società di rating)
L'omissione o la ritardata diffusione non tempestiva avviene per favorire un cliente dell'agenzia di rating che può pagare per avere informazioni privilegiate oppure fornire una percentuale su guadagni ottenuti speculando a breve termine al ribasso, con la vendita del titolo a prezzi ancora remunerativi prima che la diffusione delle informazioni sulla reale situazione dell'emittente induca il crollo del corso azionario. Più che un guadagno si tratta di una mancata perdita, a meno che il prezzo di vendita non superi comunque quello di acquisto del titolo.
È più probabile un ritardo nella diffusione delle informazioni critiche piuttosto che una completa omissione, che desterebbe dubbi sull'attendibilità delle fonti informative dell'agenzia, che forse non era per nulla al corrente dei fatti; cosa che dimostra falsa, con un annuncio tardivo.
In alternativa, è possibile una speculazione al rialzo, ossia nel lungo termine, con l'acquisto di titoli da rivendere a prezzi più alti. L'agenzia può avere interesse a sovrastimare per lunghi periodi il rating di un titolo, per stimolare il mercato ad acquistarlo e creare una domanda artificiale che ne alza il prezzo.
Il divario tra prezzo d'acquisto e di vendita, e il guadagno dello speculatore sono maggiori se il rialzo artificioso del rating e del prezzo sono preceduti da un declassamento immotivato da reali peggioramenti della solvibilità dell'emittente. Il declassamento consente di acquistare titoli quando tutto il mercato vende, per attendere la vendita delle proprie posizioni al primo riapprezzamento del titolo (anche ai valori "normali" che precedevano la crisi).
Esiste poi una seconda forma, più "strutturale", di conflitto d'interessi. La realizzazione di uno studio di settore o particolareggiato su un titolo, determina un costo fisso che deve essere remunerato. Chi paga gli studi di settore finanzia quest'attività e a sua volta desidera che le informazioni in suo possesso siano redditizie; propriamente non paga solo le informazioni, ma la disponibilità di queste informazioni che devono restare riservate, al limite disponibili a chi paga altrettanto per venirne a conoscenza. Se vengono diffuse e incorporate nel prezzo, non sono più una fonte di profitto. Difficilmente poi chi paga un'informazione accetta che poco tempo dopo venga resa nota al mercato al prezzo di un quotidiano o di un'agenzia di stampa.
Un modello differente prevede che gli studi siano finanziati dalla comunità finanziaria che compra un quotidiano economico a diffusione di massa e a basso costo, tale da rendere accessibile in modo tempestivo (come quotidiano) e a un largo pubblico l'informazione finanziaria. Una seconda entrata deriverebbe dalle agenzie convocate tempestivamente in conferenza stampa non appena siano acquisite informazioni price-sensitive. Tuttavia, è difficile dire quanto un modello di business così etico sia remunerativo dei costi della struttura. Quando l'informazione tempestiva è comunque obbligatoria per legge, il potere contrattuale maggiore è di chi fruisce le notizie, non di chi le produce.
La società che realizza lo studio di settore non deve pubblicarle almeno per il tempo sufficiente perché il prezzo di mercato non risenta dei nuovi dati e sia possibile vendere senza perdite. Viceversa, un'informazione tempestiva al mercato è un dovere prima di tutto dell'emittente, che è il principale responsabile di una omissione, ma anche di quanti sono a conoscenza di una situazione d'insolvenza che viene taciuta.
Un secondo problema viene a crearsi quando i risultati di uno studio di settore non aggiungono nessuna informazione che possa cambiare rating e prezzo di un titolo, e semplicemente confermano la solvibilità dell'emittente e il rating attuale. Non c'è rating sottovalutato per titoli da comprare, né rating sopravvalutato per titoli da acquistare, e in definitiva informazione che qualche acquirente abbia interesse a comprare. Lo studio è comunque un costo sostenuto da remunerare.
Questo rende sconvenienti accertamenti delle informazioni che costano tempo e denaro e rischiano di ripetere informazioni già dette senza produrre nulla di nuovo.
L'autore dello studio può avere interesse a modificare le conclusioni dello studio in modo da rendere il prodotto una potenziale fonte di profitto, più interessante e vendibile.
La società emittente il titolo ha invece interesse a uno studio che nuovamente confermi solvibilità e rating del titolo, stabilizzandone il prezzo. Uno studio del genere rafforza l'immagine (brand) dell'emittente che è disposto a finanziare questa pubblicità. Se ha un forte potere contrattuale, può chiedere all'agenzia di ritoccare in meglio il rating del titolo.
Studi e valutazioni sul rating dei titoli sono pubblicati dagli analisti di borsa. Per essere un analista non occorre né l'iscrizione a un albo professionale né una particolare laurea. Potenzialmente il numero di analisti è elevato come il pluralismo della stampa economica.
Davanti al declassamento di un titolo la comunità finanziaria raramente non reagisce con un deprezzamento, privilegiando le decisioni degli analisti rispetto alle ragioni portate dall'emittente. In questo senso, si è parlato di "dittatura degli analisti", per il potere di condizionare la Borsa, riconosciuto loro dal mercato che in parte non tiene conto dei conflitti d'interesse talora esistenti, in altra parte è relativamente interessato a un rating veritiero e a un giusto prezzo dei titoli. Un declassamento o una sovrastima del rating aprono (a chi ha le giuste informazioni) occasioni di guadagno speculativo.
Spetta alle authority nazionali il riconoscimento delle tipologie di attività nelle quali il rating rilasciato da un'agenzia ha valore "ufficiale", e può essere utilizzato secondo quanto previsto dalle leggi vigenti. Ad esempio, l'authority nazionale indica le Agenzie di Rating (ECAI) la cui valutazione può essere usata per gli accantonamenti di capitale previsti da Basilea II. La Banca dei Regolamenti Internazionali (BIS) indica i criteri internazionali di valutazione per la Agenzie di Rating, che le banche centrali devono applicare (http://www.bis.org/publ/bcbs107b_ita.pdf]).

## Classi di rating

### Standard & Poor's
- AAA Elevata capacità di ripagare il debito
- AA Alta capacità di pagare il debito
- A Solida capacità di ripagare il debito, che potrebbe essere influenzata da circostanze avverse
- BBB Adeguata capacità di rimborso, che nel futuro potrebbe peggiorare
- BB, B Debito prevalentemente speculativo
- CCC, CC Debito altamente speculativo
- D Società insolvente

### Moody's
- Aaa Livello minimo di rischio, debito di ottima qualità
- Aa Basso livello di rischio, qualità del debito molto buona
- A Debito di buona qualità, potrebbe essere soggetto a rischio futuro
- Baa Debito di media qualità ma soggetto a rischio futuro
- Ba Debito con un certo rischio speculativo
- B Debito con alto rischio speculativo
- Caa, Ca, Investimento ad alto rischio
- C, pericolo di insolvenza molto alto

| Moody's       | Moody's       | Standard & Poor's | Standard & Poor's | Fitch Ratings | Fitch Ratings | Descrizione                              |
| Lungo termine | Breve termine | Lungo Termine     | Breve termine     | Lungo termine | Breve termine | Descrizione                              |
| ------------- | ------------- | ----------------- | ----------------- | ------------- | ------------- | ---------------------------------------- |
| Aaa           | P-1           | AAA               | A-1+              | AAA           | F1+           | "Prime". Massima sicurezza del capitale. |
| Aa1           | P-1           | AA+               | A-1+              | AA+           | F1+           | Rating alto. Qualità più che buona       |
| Aa2           | P-1           | AA                | A-1+              | AA            | F1+           | Rating alto. Qualità più che buona       |
| Aa3           | P-1           | AA-               | A-1+              | AA-           | F1+           | Rating alto. Qualità più che buona       |
| A1            | P-1           | A+                | A-1               | A+            | F1            | Rating medio-alto. Qualità media         |
| A2            | P-1           | A                 | A-1               | A             | F1            | Rating medio-alto. Qualità media         |
| A3            | P-2           | A-                | A-2               | A-            | F2            | Rating medio-alto. Qualità media         |
| Baa1          | P-2           | BBB+              | A-2               | BBB+          | F2            | Rating medio-basso. Qualità medio-bassa  |
| Baa2          | P-3           | BBB               | A-3               | BBB           | F3            | Rating medio-basso. Qualità medio-bassa  |
| Baa3          | P-3           | BBB-              | A-3               | BBB-          | F3            | Rating medio-basso. Qualità medio-bassa  |
| Ba1           | Not Prime     | BB+               | B                 | BB+           | B             | Area di non-investimento. Speculativo    |
| Ba2           | Not Prime     | BB                | B                 | BB            | B             | Area di non-investimento. Speculativo    |
| Ba3           | Not Prime     | BB-               | B                 | BB-           | B             | Area di non-investimento. Speculativo    |
| B1            | Not Prime     | B+                | B                 | B+            | B             | Altamente speculativo                    |
| B2            | Not Prime     | B                 | B                 | B             | B             | Altamente speculativo                    |
| B3            | Not Prime     | B-                | B                 | B-            | B             | Altamente speculativo                    |
| Caa           | Not Prime     | CCC+              | C                 | CCC           | C             | Rischio considerevole                    |
| Ca            | Not Prime     | CCC               | C                 | CCC           | C             | Estremamente speculativo                 |
| C             | Not Prime     | CCC-              | C                 | CCC           | C             | Rischio di perdere il capitale           |
| /             | Not Prime     | D                 | /                 | CC            | /             | In perdita                               |
| /             | Not Prime     | D                 | /                 | C             | /             | In perdita                               |
| /             | Not Prime     | D                 | /                 | D             | /             | In perdita                               |

## Paesi del G7

### Area euro
| Italia | Italia | Italia | Francia                                                 | Francia                                                 | Francia                                                  | Germania           | Germania           | Germania           |
| S&P | Fitch | Moody's | S&P                                                     | Fitch                                                   | Moody's                                                  | S&P                | Fitch              | Moody's            |
| --- | --- | --- | ------------------------------------------------------- | ------------------------------------------------------- | -------------------------------------------------------- | ------------------ | ------------------ | ------------------ |
| • BBB+ (18.04.2025) • BBB (25.04.2020) • BBB (27.10.2017) • BBB- (05.12.2014) • BBB (09.07.2013) • BBB+ (13.01.2012) • A (19.09.2011) • A+ (19.10.2006) • AA- (07.07.2004) • AA (01.03.1993) • AA+ (23.11.1988) | • BBB (03.12.2021) • BBB- (28.04.2020) • BBB (21.04.2017) • BBB+ (08.03.2013) • A- (27.01.2012) • A+ (07.10.2011) • AA- (19.10.2006) • AA (17.06.2002) • AA- (23.02.1995) • AA (10.08.1994) | • Baa3 (19.10.2018) • Baa2 (13.07.2012) • A3 (13.02.2012) • A2 (04.10.2011) • Aa2 (15.05.2002) • Aa3 (03.07.1996) • A1 (01.05.1996) • Aa3 (13.08.1992) • Aa1 (01.07.1991) • Aaa (10.10.1986) | • AA (08.11.2013) • AA+ (13.01.2012) • AAA (25.06.1975) | • AA (12.12.2014) • AA+ (12.07.2013) • AAA (10.08.1994) | • Aa2 (18.09.2015) • Aa1 (16.02.2012) • Aaa (23.01.1979) | • AAA (17.08.1983) | • AAA (10.08.1994) | • Aaa (09.02.1986) |

### Altri Paesi
| Regno Unito     | Regno Unito     | Regno Unito      | Stati Uniti      | Stati Uniti      | Stati Uniti      | Canada           | Canada           | Canada           | Giappone        | Giappone       | Giappone        |
| S&P             | Fitch           | Moody's          | S&P              | Fitch            | Moody's          | S&P              | Fitch            | Moody's          | S&P             | Fitch          | Moody's         |
| --------------- | --------------- | ---------------- | ---------------- | ---------------- | ---------------- | ---------------- | ---------------- | ---------------- | --------------- | -------------- | --------------- |
| AA (27.06.2016) | AA (28.06.2016) | Aa2 (22.09.2017) | AA+ (10.06.2013) | AAA (10.08.1994) | Aaa (05.02.1949) | AAA (29.07.2002) | AA+ (12.08.2004) | Aaa (03.05.2002) | A+ (16.09.2015) | A (27.04.2015) | A1 (01.12.2014) |

## Agenzie di rating
- A. M. Best
- Baycorp Advantage
- Cerved Rating Agency
- CRIF Rating Agency
- Credo line
- Dagong Global
- Dominion Bond Rating Service
- Egan-Jones Rating Company
- / Fitch Ratings (parte del Fitch Group controllato dalla francese Fimalac)
- Japan Credit Rating Agency, Ltd.
- Moody's Investors Service
- Muros Ratings
- Standard & Poor's
- International Non-Profit Credit Rating Agency INCRA
- modeFinance
- Altroconsumo finanza